# 1743 en architecture
| Années de l'architecture : 1740 - 1741 - 1742 - 1743 - 1744 - 1745 - 1746    |
| Décennies de l'architecture : 1710 - 1720 - 1730 - 1740 - 1750 - 1760 - 1770 |

Cet article présente les faits marquants de l'année 1743 en architecture.

## Réalisations
- x

## Événements
- x

## Récompenses
- Prix de Rome : x.

## Naissances
- x

## Décès
- 20 mars : Jean Beausire (°1651).